# Maurice Bouchor

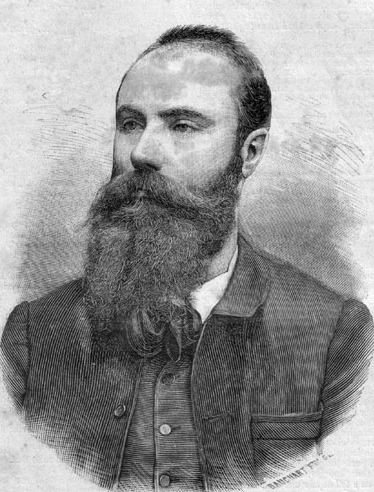
Maurice Bouchor.

Maurice Bouchor, född 15 december 1855, död 18 januari 1929, var en fransk poet.
Boucher försökte genom att utge moderniserade utgåvor sprida uppskattningen av äldre litteraturverk. Han har behandlat medeltidsmysterier Mystères bibliques et chrétiens (1921), bearbetat Shakespeare Les chansons de Shakespeare (1896), och Goethe Le Faust moderne (1878). Han skrev dessutom arbeten för barnteatern och folkhögskolorna.